# Шарлотта Брабантина Оранская-Нассау
Шарлотта Брабантина Оранская-Нассау (17 сентября 1580, Антверпен — 19 августа 1631, Шато-Ренар) — пятая дочь Вильгельма I Оранского и его третьей супруги Шарлотты де Бурбон-Монпансье.

## Биография
В начале 1598 года, Анри де Ла Тур д’Овернь просватал Шарлотту Брабантину, которая была сестрой его жены, за своего кузена и соратника, Клода де Ла Тремойль. Свадьба состоялась 11 марта того же года. Благодаря семейным связям с Оранским и Бульонским домами Шарлотта Брабантина очень скоро стала играть важную роль во французской протестантской дипломатии. В 1602 году она отговорила супруга от принятия участия в заговоре Бирона и убедила его сохранять верность Генриху IV.
После смерти Ла Тремойля в октябре 1604 года она взяла на себя управление семейными землями, площадь которых удвоилась в 1605 году после смерти графа Ги XX де Лаваля. Даже после перехода в католицизм её сына Анри III в июле 1628 года она продолжала поддерживать протестантские общины Туара и Витре.

## Дети
У Шарлотты и Клода было четверо детей:
- Анри де Ла Тремуй (1598—1674), третий герцог де Туар
- Шарлотта де Ла Тремуй (1599—1664), с 26 июня 1626 года замужем за Джеймсом Стенли, графом Дерби
- Элизабет де Ла Тремуй (1601—1604)
- Фредерик де Ла Тремуй (1602—1642)